# Taproot
Taproot är ett amerikanskt nu metal-band från Ann Arbor i Michigan. Bandet bildades 1997 och är numera välkända i metal-kretsar och turnerar med band som Deftones, Staind, P.O.D., Linkin Park och Korn.

## Medlemmar
Nuvarande medlemmar
- Stephen "Steele" Richards – sång, gitarr (1997– )
- Phil Lipscomb – basgitarr (1997– )
- Dave Coughlin – trummor (2013– )
- Taylor Roberts – gitarr (2023– )

Tidigare medlemmar
- Mike DeWolf – sologitarr (1997–2015)
- Jarrod Montague – trummor (1997–2008)
- Nick Fredell – trummor (2008–2013)
- Dave Lizzio – gitarr (2015–2023)

## Diskografi
Studioalbum
- ...Something More Than Nothing (1998)
- Upon Us (1999)
- Gift (2000)
- Welcome (2002)
- Blue-Sky Research (2005)
- Our Long Road Home (2008)
- Plead the Fifth (2010)
- The Episodes (2012)
- SC\SSRS (2023)

EP
- Mentobe (1998)

Singlar
- "I" (2001)
- "Selections From 'Gift'" (2001)
- "Again and Again" (2001)
- "Selections From 'Welcome'" (2002)
- "Mine" (2003)
- "Poem" (2003)
- "Birthday" (2005)
- "Calling" (2005)
- "Facepeeler" (2005)
- "Wherever I Stand" (2008)
- "Fractured (Everything I Said Was True)" (2010)
- "Release Me" (2010)
- "No Surrender" (2012)
- "The Everlasting" (2012)
- "V\CT\M \ PLAY" (2023)